# IC 2747
IC 2747 је појединачна звијезда у сазвјежђу Лав која се налази на листи објеката дубоког неба у Индекс каталогу.
Деклинација објекта је + 8° 48' 16" а ректасцензија 11h 21m 39,9s.